# Lista de mesorregiões e microrregiões do Rio Grande do Norte

Mapa do Rio Grande do Norte mostrando seus municípios agrupados em microrregiões, que por sua vez estão agrupadas em mesorregiões.

Esta é a lista de mesorregiões e microrregiões do Rio Grande do Norte, estado brasileiro da Região Nordeste do país. O estado do Rio Grande do Norte foi dividido geograficamente pelo Instituto Brasileiro de Geografia e Estatística (IBGE) em quatro mesorregiões, que por sua vez abrangiam 19 microrregiões, segundo o quadro vigente entre 1989 e 2017. As mesorregiões eram: Oeste Potiguar, Central Potiguar, Agreste Potiguar e Leste Potiguar.
Esses subdivisões foram aprovadas por meio da Resolução PR-52 do IBGE, de 31 de julho de 1989, institucionalizadas por meio da Resolução n.º 11 da Presidência do IBGE, de 5 de junho de 1990, e publicadas entre os anos de 1990 e 1992 sob o título Divisão do Brasil em Mesorregiões e Microrregiões Geográficas. Em 2017, o IBGE extinguiu as mesorregiões e microrregiões, criando um novo quadro regional brasileiro, com novas divisões geográficas denominadas, respectivamente, regiões geográficas intermediárias e imediatas.
Segundo o IBGE na atualização de 2010, a mesorregião do Oeste Potiguar era a que possuía a maior área da divisão antiga, de 21 167,130 km², bem como a maior quantidade de microrregiões (sete) e municípios constituintes (62). Também cabe ressaltar que a mesorregião do Agreste Potiguar, por sua vez, era a única sem acesso ao litoral.

## Mesorregiões do Rio Grande do Norte
| Mesorregião      | Código | Área (km²) (2010) | Número de municípios | Localização         | Microrregiões    | Código |
| ---------------- | ------ | ----------------- | -------------------- | ------------------- | ---------------- | ------ |
| Oeste Potiguar   | 01     | 21 167,130        | 62                   |                     | Mossoró          | 001    |
| Oeste Potiguar   | 01     | 21 167,130        | 62                   | Chapada do Apodi    | 002              |        |
| Oeste Potiguar   | 01     | 21 167,130        | 62                   | Médio Oeste         | 003              |        |
| Oeste Potiguar   | 01     | 21 167,130        | 62                   | Vale do Açu         | 004              |        |
| Oeste Potiguar   | 01     | 21 167,130        | 62                   | Serra de São Miguel | 005              |        |
| Oeste Potiguar   | 01     | 21 167,130        | 62                   | Pau dos Ferros      | 006              |        |
| Oeste Potiguar   | 01     | 21 167,130        | 62                   | Umarizal            | 007              |        |
| Central Potiguar | 02     | 15 810,436        | 37                   |                     | Macau            | 008    |
| Central Potiguar | 02     | 15 810,436        | 37                   | Angicos             | 009              |        |
| Central Potiguar | 02     | 15 810,436        | 37                   | Serra de Santana    | 010              |        |
| Central Potiguar | 02     | 15 810,436        | 37                   | Seridó Ocidental    | 011              |        |
| Central Potiguar | 02     | 15 810,436        | 37                   | Seridó Oriental     | 012              |        |
| Agreste Potiguar | 03     | 9 367,384         | 43                   |                     | Baixa Verde      | 013    |
| Agreste Potiguar | 03     | 9 367,384         | 43                   | Borborema Potiguar  | 014              |        |
| Agreste Potiguar | 03     | 9 367,384         | 43                   | Agreste Potiguar    | 015              |        |
| Leste Potiguar   | 04     | 6 451,841         | 25                   |                     | Litoral Nordeste | 016    |
| Leste Potiguar   | 04     | 6 451,841         | 25                   | Macaíba             | 017              |        |
| Leste Potiguar   | 04     | 6 451,841         | 25                   | Natal               | 018              |        |
| Leste Potiguar   | 04     | 6 451,841         | 25                   | Litoral Sul         | 019              |        |

## Microrregiões do Rio Grande do Norte divididas por mesorregiões

### Mesorregião do Oeste Potiguar
| Microrregião        | Código | Área (km²) (2010) | Localização                | Municípios        |
| ------------------- | ------ | ----------------- | -------------------------- | ----------------- |
| Mossoró             | 001    | 4 198,951         |                            | Areia Branca      |
| Mossoró             | 001    | 4 198,951         | Baraúna                    |                   |
| Mossoró             | 001    | 4 198,951         | Grossos                    |                   |
| Mossoró             | 001    | 4 198,951         | Mossoró                    |                   |
| Mossoró             | 001    | 4 198,951         | Serra do Mel               |                   |
| Mossoró             | 001    | 4 198,951         | Tibau                      |                   |
| Chapada do Apodi    | 002    | 4 095,443         |                            | Apodi             |
| Chapada do Apodi    | 002    | 4 095,443         | Caraúbas                   |                   |
| Chapada do Apodi    | 002    | 4 095,443         | Felipe Guerra              |                   |
| Chapada do Apodi    | 002    | 4 095,443         | Governador Dix-Sept Rosado |                   |
| Médio Oeste         | 003    | 2 898,325         |                            | Campo Grande      |
| Médio Oeste         | 003    | 2 898,325         | Janduís                    |                   |
| Médio Oeste         | 003    | 2 898,325         | Messias Targino            |                   |
| Médio Oeste         | 003    | 2 898,325         | Paraú                      |                   |
| Médio Oeste         | 003    | 2 898,325         | Triunfo Potiguar           |                   |
| Médio Oeste         | 003    | 2 898,325         | Upanema                    |                   |
| Vale do Açu         | 004    | 4 708,834         |                            | Alto do Rodrigues |
| Vale do Açu         | 004    | 4 708,834         | Assu                       |                   |
| Vale do Açu         | 004    | 4 708,834         | Carnaubais                 |                   |
| Vale do Açu         | 004    | 4 708,834         | Ipanguaçu                  |                   |
| Vale do Açu         | 004    | 4 708,834         | Itajá                      |                   |
| Vale do Açu         | 004    | 4 708,834         | Jucurutu                   |                   |
| Vale do Açu         | 004    | 4 708,834         | Pendências                 |                   |
| Vale do Açu         | 004    | 4 708,834         | Porto do Mangue            |                   |
| Vale do Açu         | 004    | 4 708,834         | São Rafael                 |                   |
| Serra de São Miguel | 005    | 971,871           |                            | Água Nova         |
| Serra de São Miguel | 005    | 971,871           | Coronel João Pessoa        |                   |
| Serra de São Miguel | 005    | 971,871           | Doutor Severiano           |                   |
| Serra de São Miguel | 005    | 971,871           | Encanto                    |                   |
| Serra de São Miguel | 005    | 971,871           | Luís Gomes                 |                   |
| Serra de São Miguel | 005    | 971,871           | Major Sales                |                   |
| Serra de São Miguel | 005    | 971,871           | Riacho de Santana          |                   |
| Serra de São Miguel | 005    | 971,871           | São Miguel                 |                   |
| Serra de São Miguel | 005    | 971,871           | Venha-Ver                  |                   |
| Pau dos Ferros      | 006    | 2 672,604         |                            | Alexandria        |
| Pau dos Ferros      | 006    | 2 672,604         | Francisco Dantas           |                   |
| Pau dos Ferros      | 006    | 2 672,604         | Itaú                       |                   |
| Pau dos Ferros      | 006    | 2 672,604         | José da Penha              |                   |
| Pau dos Ferros      | 006    | 2 672,604         | Marcelino Vieira           |                   |
| Pau dos Ferros      | 006    | 2 672,604         | Paraná                     |                   |
| Pau dos Ferros      | 006    | 2 672,604         | Pau dos Ferros             |                   |
| Pau dos Ferros      | 006    | 2 672,604         | Pilões                     |                   |
| Pau dos Ferros      | 006    | 2 672,604         | Portalegre                 |                   |
| Pau dos Ferros      | 006    | 2 672,604         | Rafael Fernandes           |                   |
| Pau dos Ferros      | 006    | 2 672,604         | Riacho da Cruz             |                   |
| Pau dos Ferros      | 006    | 2 672,604         | Rodolfo Fernandes          |                   |
| Pau dos Ferros      | 006    | 2 672,604         | São Francisco do Oeste     |                   |
| Pau dos Ferros      | 006    | 2 672,604         | Severiano Melo             |                   |
| Pau dos Ferros      | 006    | 2 672,604         | Taboleiro Grande           |                   |
| Pau dos Ferros      | 006    | 2 672,604         | Tenente Ananias            |                   |
| Pau dos Ferros      | 006    | 2 672,604         | Viçosa                     |                   |
| Umarizal            | 007    | 1 621,102         |                            | Almino Afonso     |
| Umarizal            | 007    | 1 621,102         | Antônio Martins            |                   |
| Umarizal            | 007    | 1 621,102         | Frutuoso Gomes             |                   |
| Umarizal            | 007    | 1 621,102         | João Dias                  |                   |
| Umarizal            | 007    | 1 621,102         | Lucrécia                   |                   |
| Umarizal            | 007    | 1 621,102         | Martins                    |                   |
| Umarizal            | 007    | 1 621,102         | Olho-d'Água do Borges      |                   |
| Umarizal            | 007    | 1 621,102         | Patu                       |                   |
| Umarizal            | 007    | 1 621,102         | Rafael Godeiro             |                   |
| Umarizal            | 007    | 1 621,102         | Serrinha dos Pintos        |                   |
| Umarizal            | 007    | 1 621,102         | Umarizal                   |                   |

### Mesorregião Central Potiguar
| Microrregião     | Código | Área (km²) (2010) | Localização             | Municípios       |
| ---------------- | ------ | ----------------- | ----------------------- | ---------------- |
| Macau            | 008    | 1 867,777         |                         | Caiçara do Norte |
| Macau            | 008    | 1 867,777         | Galinhos                |                  |
| Macau            | 008    | 1 867,777         | Guamaré                 |                  |
| Macau            | 008    | 1 867,777         | Macau                   |                  |
| Macau            | 008    | 1 867,777         | São Bento do Norte      |                  |
| Angicos          | 009    | 4 079,762         |                         | Afonso Bezerra   |
| Angicos          | 009    | 4 079,762         | Angicos                 |                  |
| Angicos          | 009    | 4 079,762         | Caiçara do Rio do Vento |                  |
| Angicos          | 009    | 4 079,762         | Fernando Pedroza        |                  |
| Angicos          | 009    | 4 079,762         | Jardim de Angicos       |                  |
| Angicos          | 009    | 4 079,762         | Lajes                   |                  |
| Angicos          | 009    | 4 079,762         | Pedra Preta             |                  |
| Angicos          | 009    | 4 079,762         | Pedro Avelino           |                  |
| Serra de Santana | 010    | 3 019,906         |                         | Bodó             |
| Serra de Santana | 010    | 3 019,906         | Cerro Corá              |                  |
| Serra de Santana | 010    | 3 019,906         | Florânia                |                  |
| Serra de Santana | 010    | 3 019,906         | Lagoa Nova              |                  |
| Serra de Santana | 010    | 3 019,906         | Santana do Matos        |                  |
| Serra de Santana | 010    | 3 019,906         | São Vicente             |                  |
| Serra de Santana | 010    | 3 019,906         | Tenente Laurentino Cruz |                  |
| Seridó Ocidental | 011    | 3 065,724         |                         | Caicó            |
| Seridó Ocidental | 011    | 3 065,724         | Ipueira                 |                  |
| Seridó Ocidental | 011    | 3 065,724         | Jardim de Piranhas      |                  |
| Seridó Ocidental | 011    | 3 065,724         | São Fernando            |                  |
| Seridó Ocidental | 011    | 3 065,724         | São João do Sabugi      |                  |
| Seridó Ocidental | 011    | 3 065,724         | Serra Negra do Norte    |                  |
| Seridó Ocidental | 011    | 3 065,724         | Timbaúba dos Batistas   |                  |
| Seridó Oriental  | 012    | 3 367,267         |                         | Acari            |
| Seridó Oriental  | 012    | 3 367,267         | Carnaúba dos Dantas     |                  |
| Seridó Oriental  | 012    | 3 367,267         | Cruzeta                 |                  |
| Seridó Oriental  | 012    | 3 367,267         | Currais Novos           |                  |
| Seridó Oriental  | 012    | 3 367,267         | Equador                 |                  |
| Seridó Oriental  | 012    | 3 367,267         | Jardim do Seridó        |                  |
| Seridó Oriental  | 012    | 3 367,267         | Ouro Branco             |                  |
| Seridó Oriental  | 012    | 3 367,267         | Parelhas                |                  |
| Seridó Oriental  | 012    | 3 367,267         | Santana do Seridó       |                  |
| Seridó Oriental  | 012    | 3 367,267         | São José do Seridó      |                  |

### Mesorregião do Agreste Potiguar
| Microrregião       | Código | Área (km²) (2010) | Localização           | Municípios      |
| ------------------ | ------ | ----------------- | --------------------- | --------------- |
| Baixa Verde        | 013    | 1 956,742         |                       | Bento Fernandes |
| Baixa Verde        | 013    | 1 956,742         | Jandaíra              |                 |
| Baixa Verde        | 013    | 1 956,742         | João Câmara           |                 |
| Baixa Verde        | 013    | 1 956,742         | Parazinho             |                 |
| Baixa Verde        | 013    | 1 956,742         | Poço Branco           |                 |
| Borborema Potiguar | 014    | 3 922,227         |                       | Barcelona       |
| Borborema Potiguar | 014    | 3 922,227         | Campo Redondo         |                 |
| Borborema Potiguar | 014    | 3 922,227         | Coronel Ezequiel      |                 |
| Borborema Potiguar | 014    | 3 922,227         | Jaçanã                |                 |
| Borborema Potiguar | 014    | 3 922,227         | Japi                  |                 |
| Borborema Potiguar | 014    | 3 922,227         | Lagoa de Velhos       |                 |
| Borborema Potiguar | 014    | 3 922,227         | Lajes Pintadas        |                 |
| Borborema Potiguar | 014    | 3 922,227         | Monte das Gameleiras  |                 |
| Borborema Potiguar | 014    | 3 922,227         | Ruy Barbosa           |                 |
| Borborema Potiguar | 014    | 3 922,227         | Santa Cruz            |                 |
| Borborema Potiguar | 014    | 3 922,227         | São Bento do Trairi   |                 |
| Borborema Potiguar | 014    | 3 922,227         | São José do Campestre |                 |
| Borborema Potiguar | 014    | 3 922,227         | São Tomé              |                 |
| Borborema Potiguar | 014    | 3 922,227         | Serra de São Bento    |                 |
| Borborema Potiguar | 014    | 3 922,227         | Sítio Novo            |                 |
| Borborema Potiguar | 014    | 3 922,227         | Tangará               |                 |
| Agreste Potiguar   | 015    | 3 488,415         |                       | Boa Saúde       |
| Agreste Potiguar   | 015    | 3 488,415         | Bom Jesus             |                 |
| Agreste Potiguar   | 015    | 3 488,415         | Brejinho              |                 |
| Agreste Potiguar   | 015    | 3 488,415         | Ielmo Marinho         |                 |
| Agreste Potiguar   | 015    | 3 488,415         | Jundiá                |                 |
| Agreste Potiguar   | 015    | 3 488,415         | Lagoa d'Anta          |                 |
| Agreste Potiguar   | 015    | 3 488,415         | Lagoa de Pedras       |                 |
| Agreste Potiguar   | 015    | 3 488,415         | Lagoa Salgada         |                 |
| Agreste Potiguar   | 015    | 3 488,415         | Monte Alegre          |                 |
| Agreste Potiguar   | 015    | 3 488,415         | Nova Cruz             |                 |
| Agreste Potiguar   | 015    | 3 488,415         | Passa-e-Fica          |                 |
| Agreste Potiguar   | 015    | 3 488,415         | Passagem              |                 |
| Agreste Potiguar   | 015    | 3 488,415         | Riachuelo             |                 |
| Agreste Potiguar   | 015    | 3 488,415         | Santa Maria           |                 |
| Agreste Potiguar   | 015    | 3 488,415         | Santo Antônio         |                 |
| Agreste Potiguar   | 015    | 3 488,415         | São Paulo do Potengi  |                 |
| Agreste Potiguar   | 015    | 3 488,415         | São Pedro             |                 |
| Agreste Potiguar   | 015    | 3 488,415         | Senador Elói de Souza |                 |
| Agreste Potiguar   | 015    | 3 488,415         | Serra Caiada          |                 |
| Agreste Potiguar   | 015    | 3 488,415         | Serrinha              |                 |
| Agreste Potiguar   | 015    | 3 488,415         | Várzea                |                 |
| Agreste Potiguar   | 015    | 3 488,415         | Vera Cruz             |                 |

### Mesorregião do Leste Potiguar
| Microrregião     | Código | Área (km²) (2010) | Localização              | Municípios   |
| ---------------- | ------ | ----------------- | ------------------------ | ------------ |
| Litoral Nordeste | 016    | 2 541,942         |                          | Maxaranguape |
| Litoral Nordeste | 016    | 2 541,942         | Pedra Grande             |              |
| Litoral Nordeste | 016    | 2 541,942         | Pureza                   |              |
| Litoral Nordeste | 016    | 2 541,942         | Rio do Fogo              |              |
| Litoral Nordeste | 016    | 2 541,942         | São Miguel do Gostoso    |              |
| Litoral Nordeste | 016    | 2 541,942         | Taipu                    |              |
| Litoral Nordeste | 016    | 2 541,942         | Touros                   |              |
| Macaíba          | 017    | 2 103,409         |                          | Ceará-Mirim  |
| Macaíba          | 017    | 2 103,409         | Macaíba                  |              |
| Macaíba          | 017    | 2 103,409         | Nísia Floresta           |              |
| Macaíba          | 017    | 2 103,409         | São Gonçalo do Amarante  |              |
| Macaíba          | 017    | 2 103,409         | São José de Mipibu       |              |
| Natal            | 018    | 416,165           |                          | Extremoz     |
| Natal            | 018    | 416,165           | Natal                    |              |
| Natal            | 018    | 416,165           | Parnamirim               |              |
| Litoral Sul      | 019    | 1 390,325         |                          | Arez         |
| Litoral Sul      | 019    | 1 390,325         | Baía Formosa             |              |
| Litoral Sul      | 019    | 1 390,325         | Canguaretama             |              |
| Litoral Sul      | 019    | 1 390,325         | Espírito Santo           |              |
| Litoral Sul      | 019    | 1 390,325         | Goianinha                |              |
| Litoral Sul      | 019    | 1 390,325         | Montanhas                |              |
| Litoral Sul      | 019    | 1 390,325         | Pedro Velho              |              |
| Litoral Sul      | 019    | 1 390,325         | Senador Georgino Avelino |              |
| Litoral Sul      | 019    | 1 390,325         | Tibau do Sul             |              |
| Litoral Sul      | 019    | 1 390,325         | Vila Flor                |              |